# Bernaville
Bernaville település Franciaországban, Somme megyében. Lakosainak száma 1047 fő (2022. január 1.). Bernaville Autheux, Beaumetz, Boisbergues, Domesmont, Épécamps, Fienvillers, Gorges, Heuzecourt, Le Meillard, Prouville és Ribeaucourt községekkel határos.

## Népesség
A település népességének változása:
| Lakosok száma | 1105 | 1090 | 1101 | 1070 | 1062 | 1058 | 1054 | 1051 | 1047 |
|               | 2013 | 2015 | 2016 | 2017 | 2018 | 2019 | 2020 | 2021 | 2022 |